# Autodrom Internazionale del Mugello
Autodrom Internazionale del Mugello je trkača staza, smještena u mjestu Mugello kraj Firence u Italiji, te je trenutno domaćin Velike nagrade Toskane u Formuli 1. Iako je ime ‘Mugello’ povezano s utrkivanjem u toskanskom području još od 1914. otkad su se vozači utrkivali na 61 kilometar dugoj cestovnoj stazi, današnja staza Mugello otvorena je u lipnju 1974. dok ju je Ferrari kupio 1988.

## Konfiguracija staze
Staza je smještena u toskanskim brdima i zato ima velike promjene visine tijekom 5245 metara dugoga kruga, te je prilično uska i neravna. Ukupno je 15 zavoja, devet desnih i šest lijevih, koji su pretežno srednje brzi i brzi, bez uskih šikana, vrlo sporih ukosnica ili velikih zona kočenja, a dva najbrža zavoja su Arrabbiata 1 i 2. Konfiguracija staze je tehničke prirode jer je svaki zavoj ključan iz različitih razloga. U nizu zavoja San Donato – Luco – Poggio Secco na početku kruga, ključno je zadržavanje što je moguće veće brzine u vrhu zavoja i postizanje idealne linije jer je izlaz iz jednoga ulaz u drugi zavoj. Posljednji zavoj Bucine, srednje brzi lijevi zavoj, važan je jer vodi na vrlo dugi startno ciljni pravac dug 1141 m na kojem su brzine veće od 320 km/h.
Asfalt staze Mugello vrlo je agresivan, ali i pruža puno prianjanja, dok puno srednje brzih i brzih zavoja velikoga radijusa izuzetno opterećuje gume koje se brzo troše i potencijalno pregrijavaju, posebno s velikim količinama goriva. Staza je posljednji puta dobila novi asfalt 2011. Mugello puno više opterećuje prednje gume jer nema sporih zavoja koji jako opretećuju stražnje gume na snažnim ubrzanjima, a najviše je opterećena prednja lijeva guma.

## Vanjske poveznice
Mugello – StatsF1